# 11417 Чугтай
11417 Чугтай (11417 Chughtai) — астероїд головного поясу, відкритий 13 травня 1999 року.
Тіссеранів параметр щодо Юпітера — 3,329.